# كنيسة القديس سمعان الخراز
كنيسة القديس سمعان الخراز أو دير سمعان خراز بالمقطم هي كنيسة قبطية مصرية محفورة داخل جبل المقطم بالقاهرة، تضم ست كنائس أرثوذكسية هي (كنيسة الأنبا شنودة، كنيسة الأنبا برام بن زرع سرياني، كنيسة الملاك وماري وحنا، كنيسة الأنبا بولا والأنبا أنطونيوس، كنيسة مارى مرقص، كاتدرائية العذراء والقديس سمعان وهي أكبر كنيسة في مصر حيث تستوعب 20 ألف شخص، وبها 76 صورة محفورة.

## معرض صور

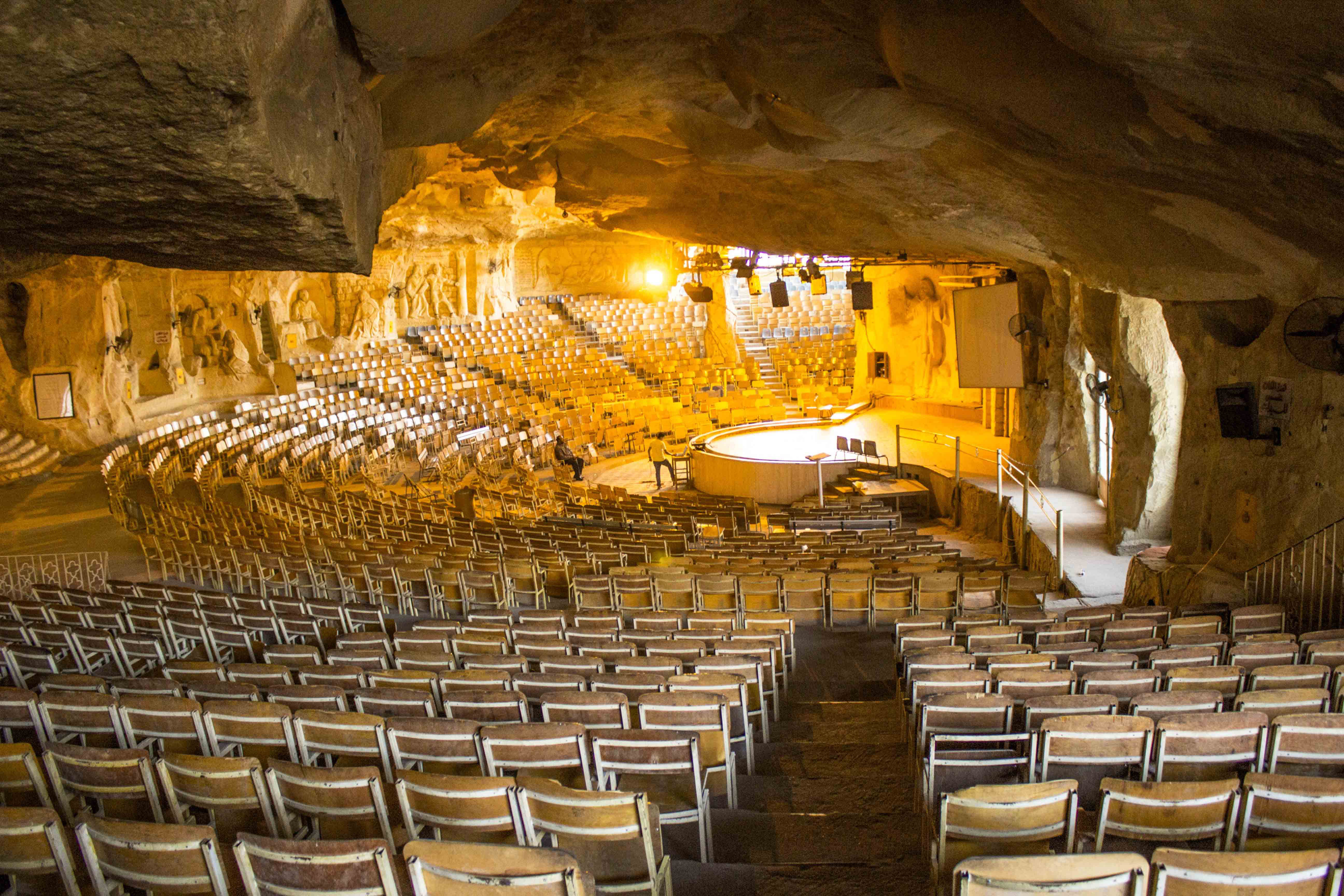
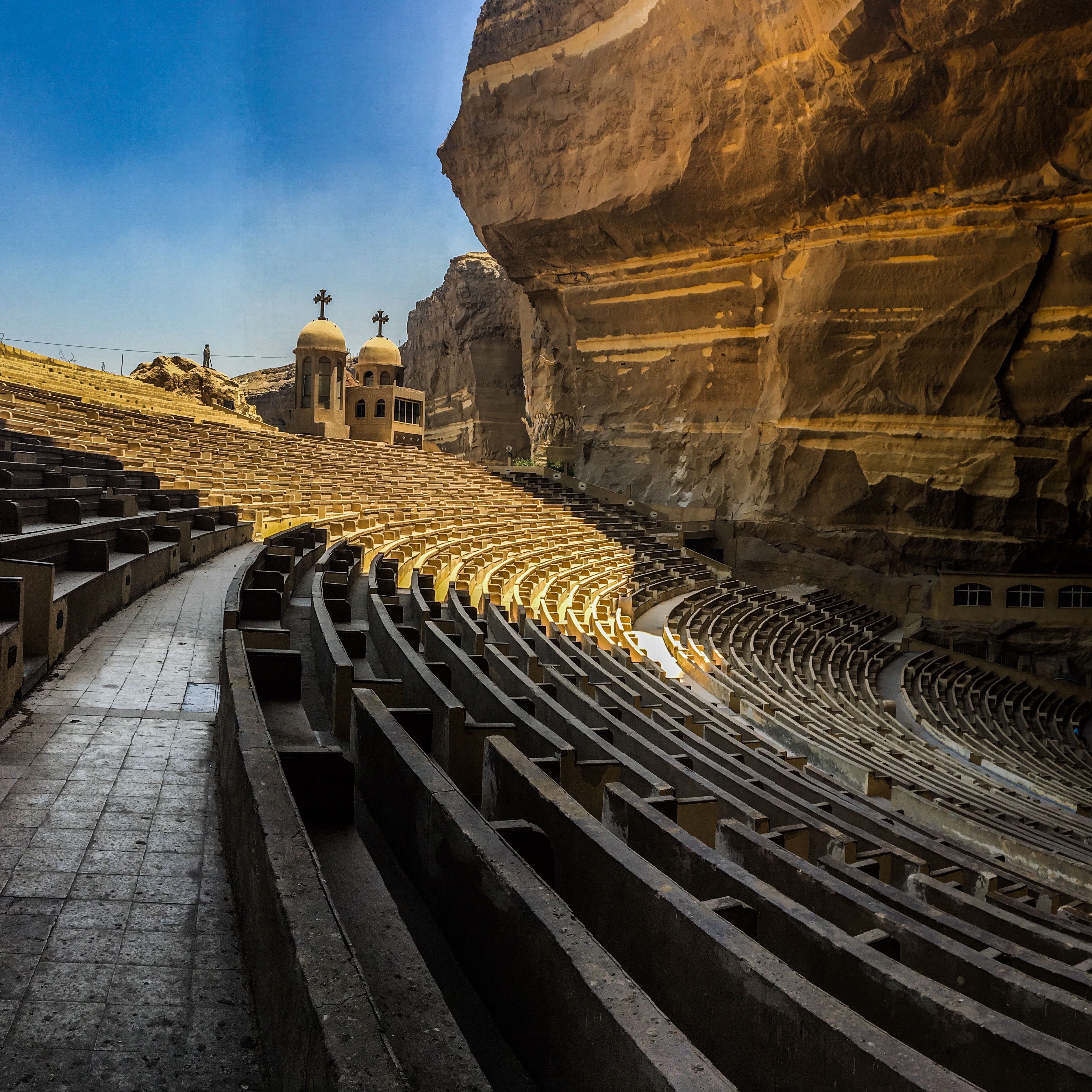
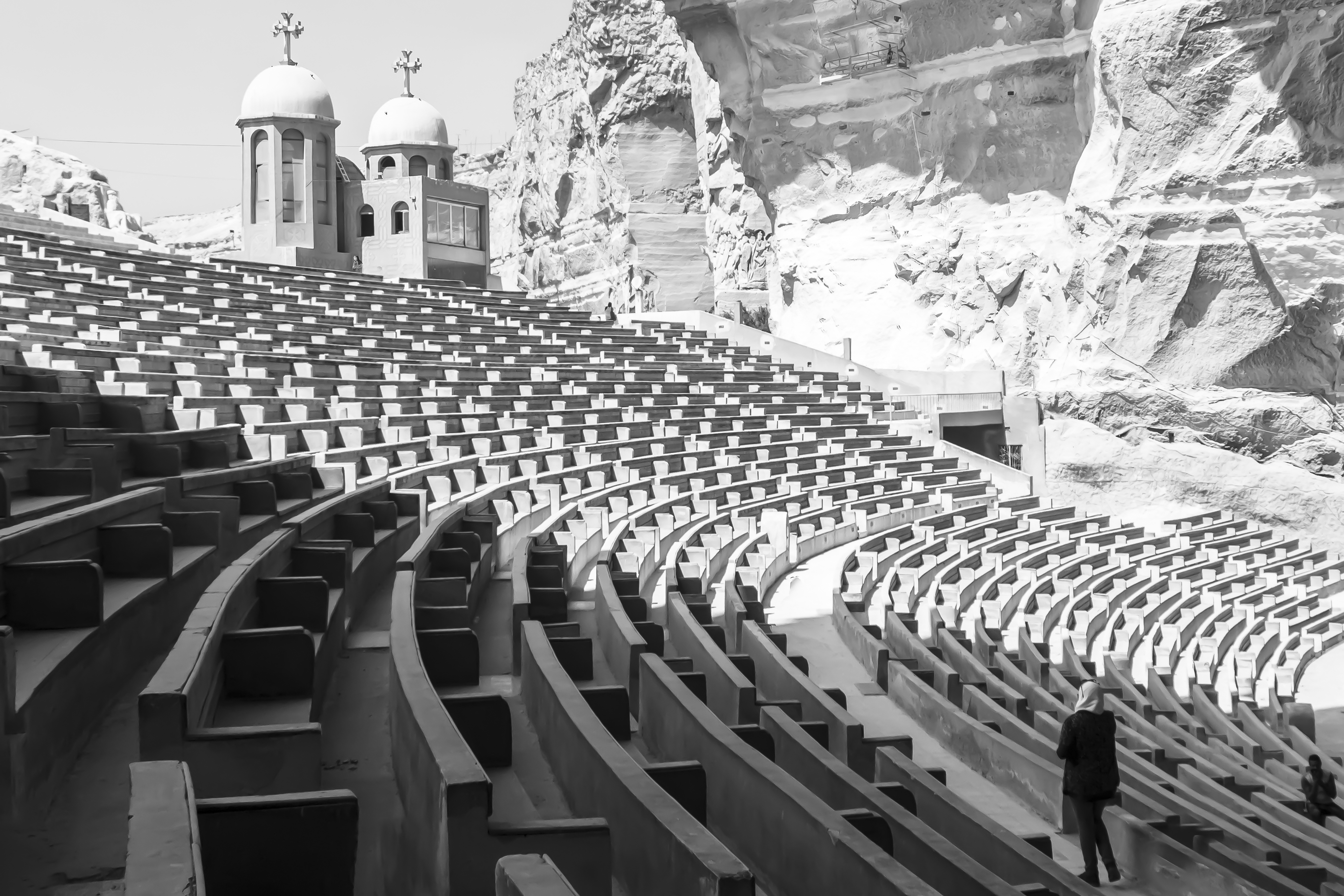
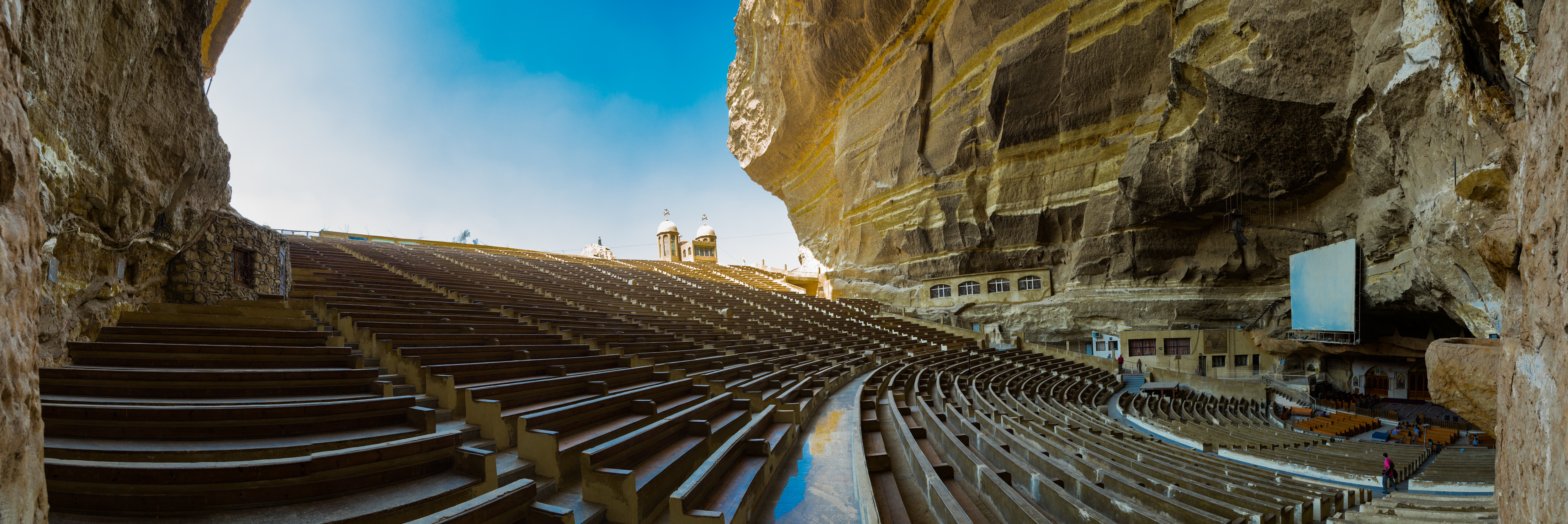
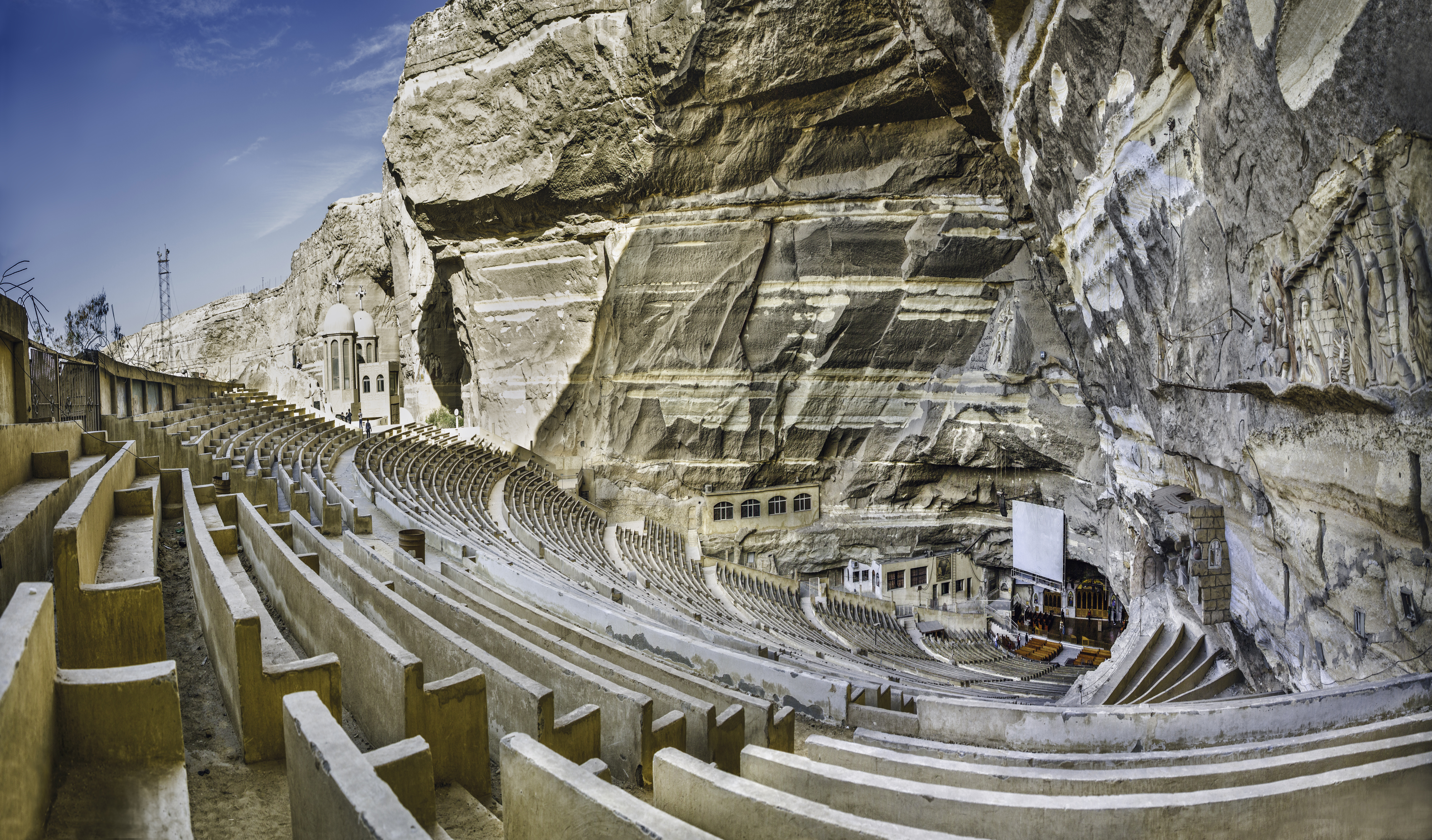
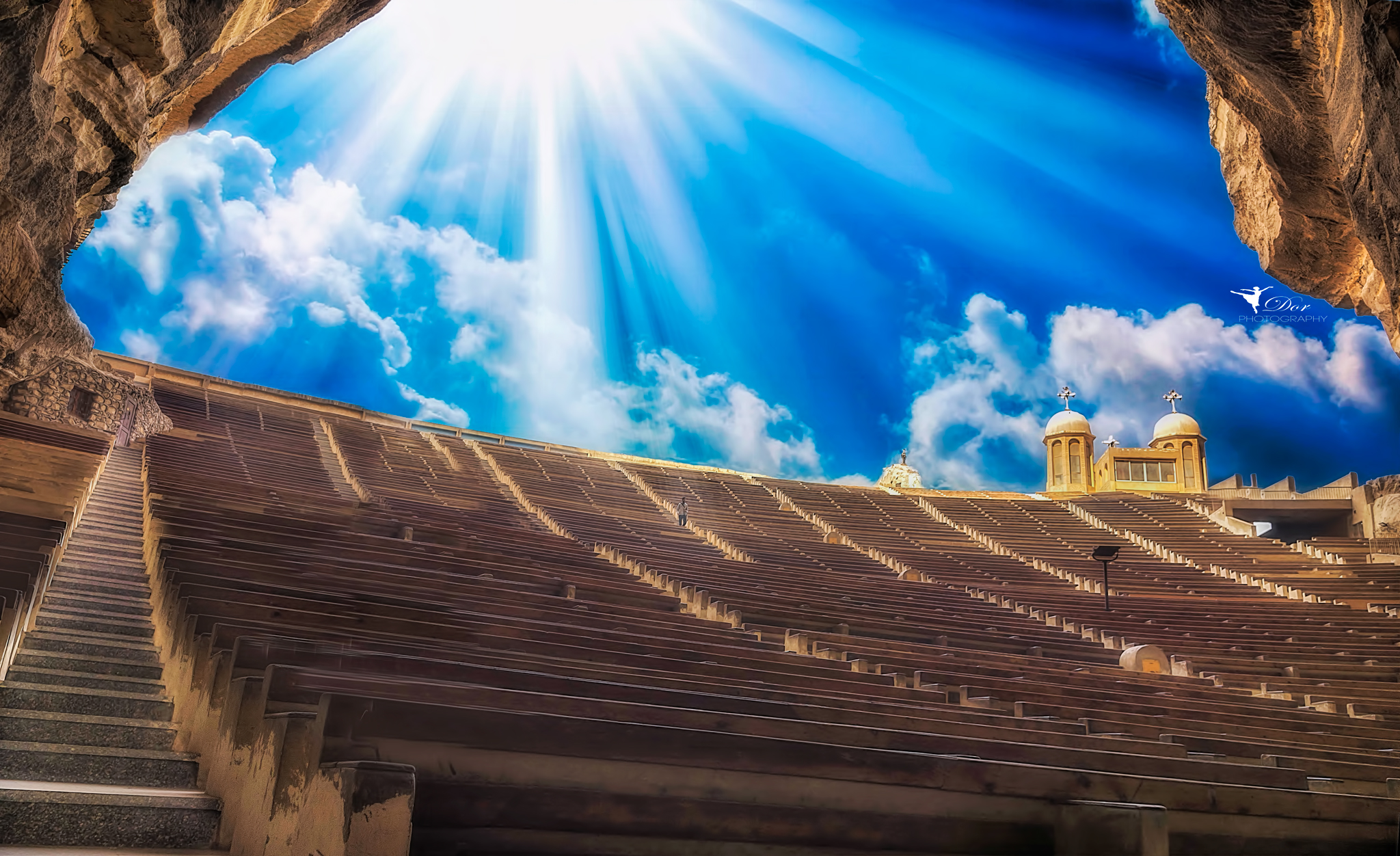
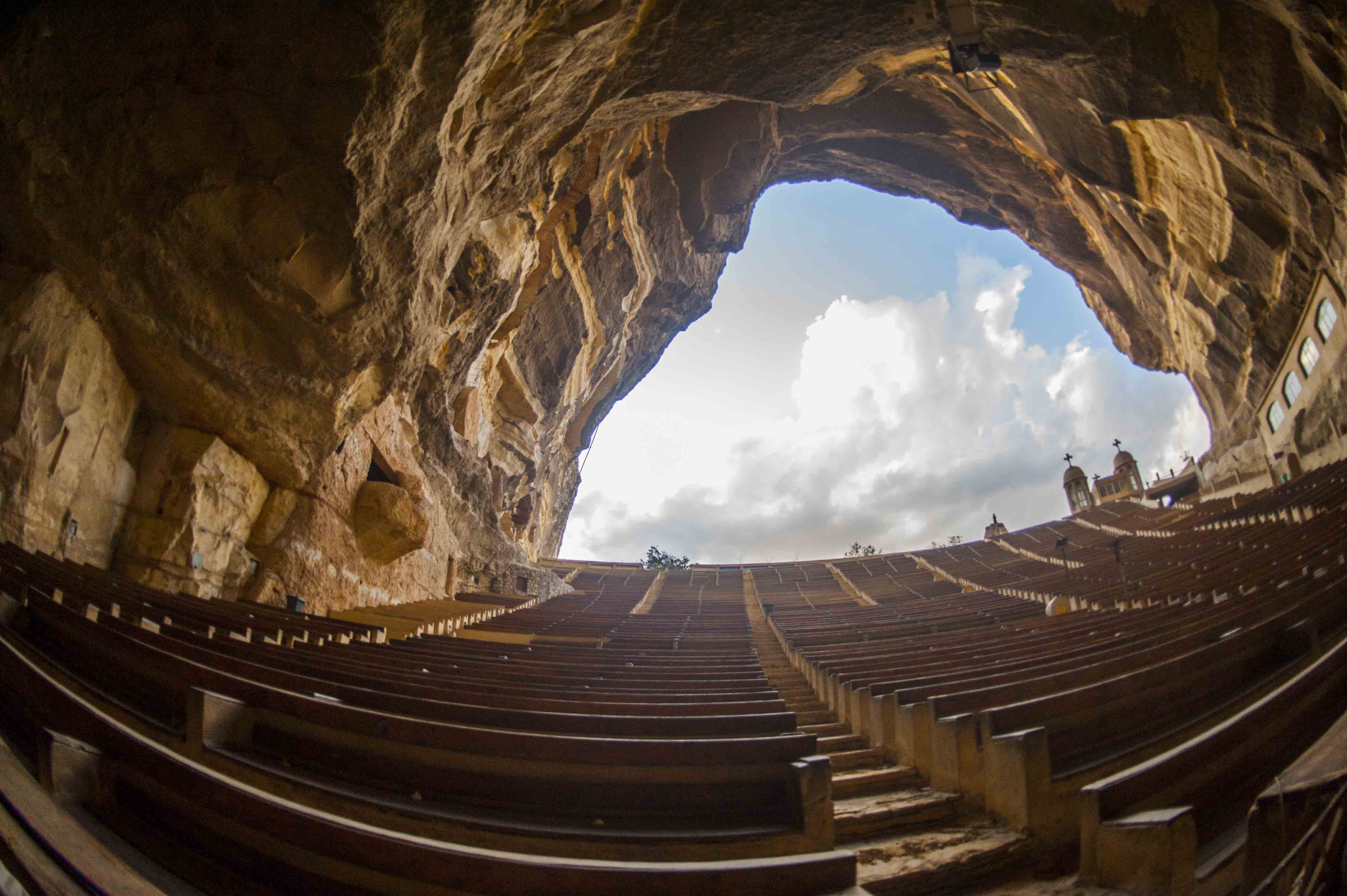
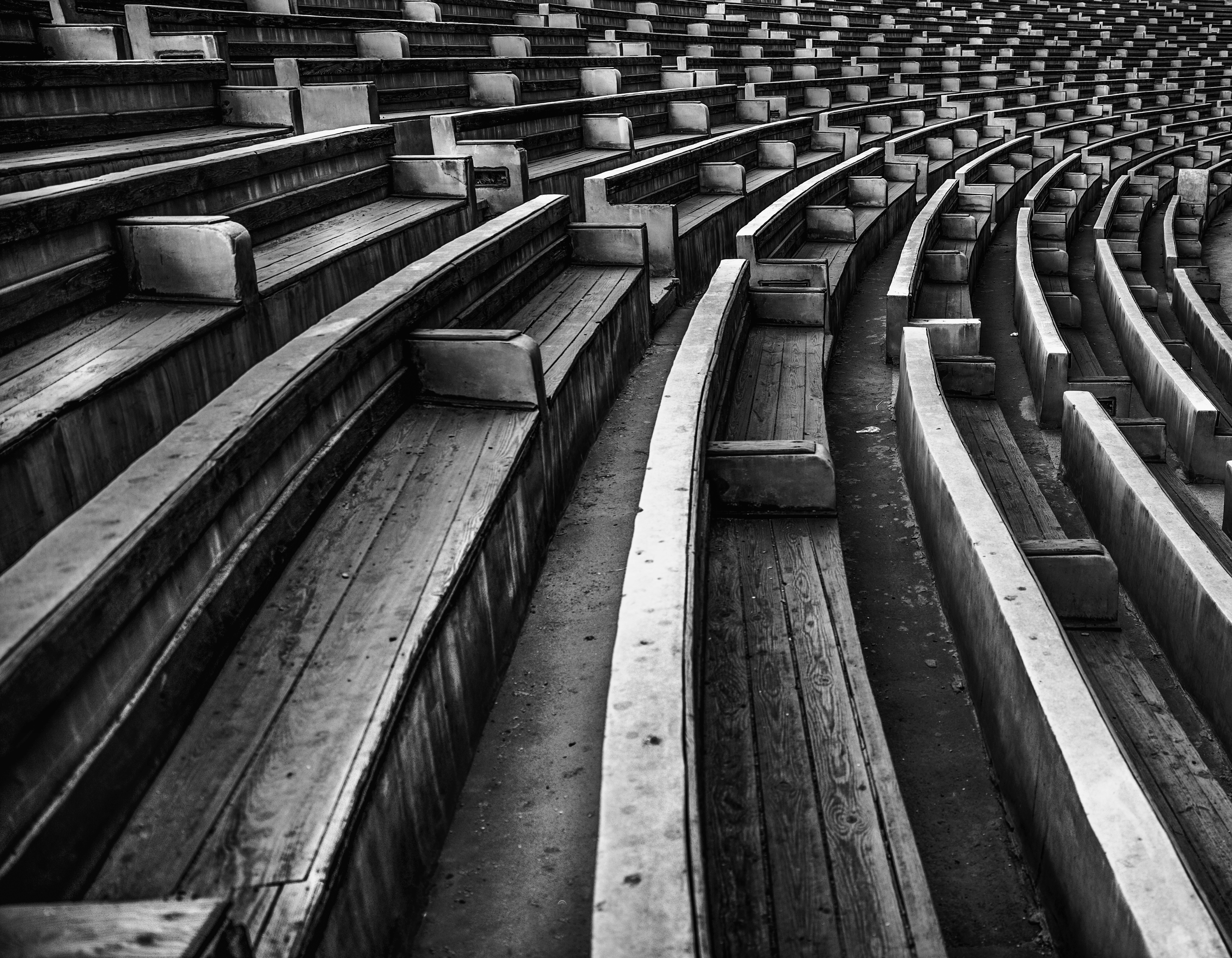
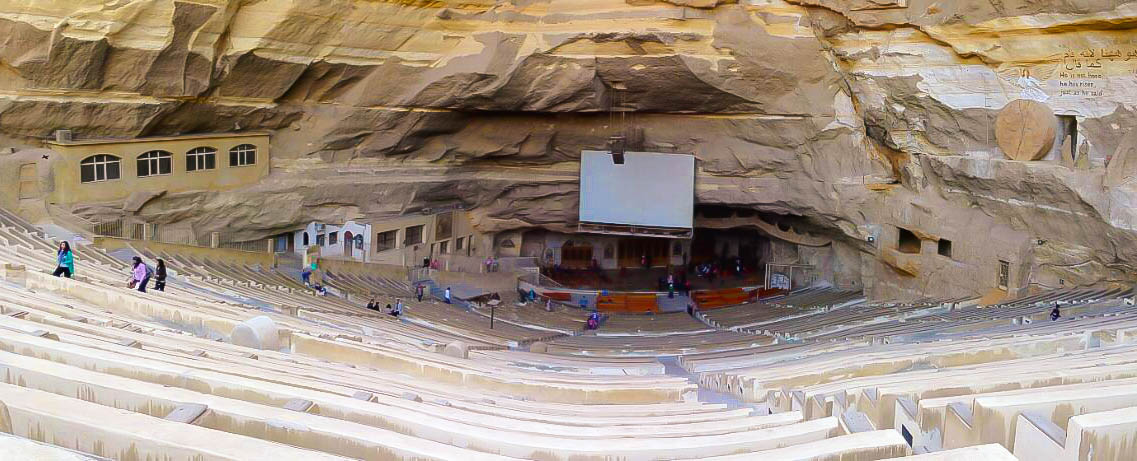
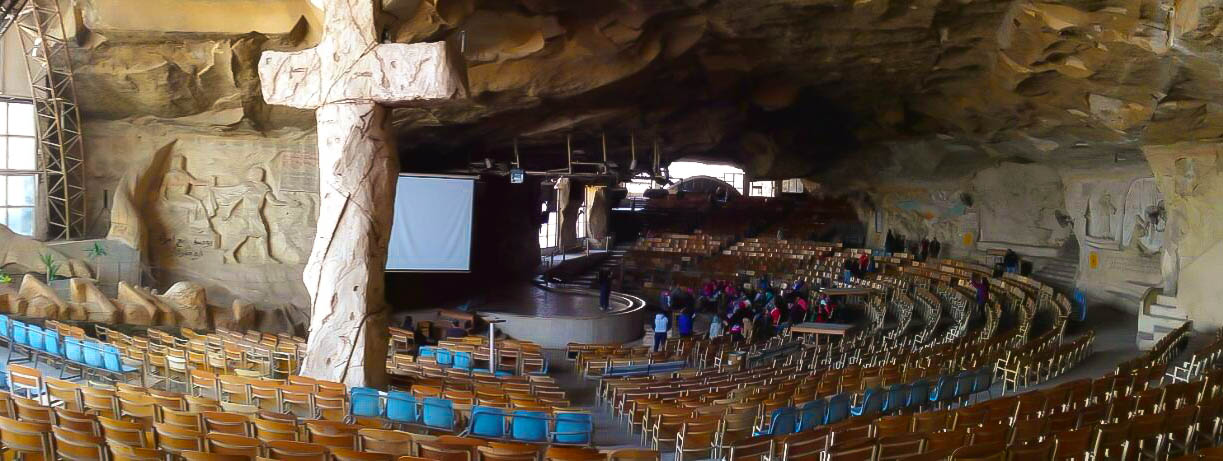